# Maurice Wignall
Maurice Wignall (17 aprile 1976) è un ex ostacolista giamaicano.

## Palmarès
| Anno | Manifestazione          | Sede       | Evento         | Risultato | Prestazione | Note                                     |
| ---- | ----------------------- | ---------- | -------------- | --------- | ----------- | ---------------------------------------- |
| 1997 | Mondiali                | Atene      | Salto in lungo | Finale    | nm          |                                          |
| 1999 | Giochi panamericani     | Winnipeg   | 110 m hs       | 7º        | 13"76       |                                          |
| 1999 | Giochi panamericani     | Winnipeg   | Salto in lungo | 6º        | 7,73 m      |                                          |
| 2002 | Giochi del Commonwealth | Manchester | 110 m hs       | Bronzo    | 13"62       |                                          |
| 2004 | Mondiali indoor         | Budapest   | 60 m hs        | Bronzo    | 7"48        |                                          |
| 2004 | Giochi olimpici         | Atene      | 110 m hs       | 4º        | 13"21       |                                          |
| 2005 | Mondiali                | Helsinki   | 110 m hs       | 7º        | 13"47       |                                          |
| 2006 | Mondiali indoor         | Mosca      | 60 m hs        | 4º        | 7"52        |                                          |
| 2006 | Giochi del Commonwealth | Melbourne  | 110 m hs       | Oro       | 13"26       |                                          |
| 2007 | Mondiali                | Osaka      | 110 m hs       | 8º        | 13"39       |                                          |
| 2008 | Giochi olimpici         | Pechino    | 110 m hs       | 6º        | 13"46       |                                          |
| 2009 | Mondiali                | Berlino    | 110 m hs       | 5º        | 13"31       | Miglior prestazione personale stagionale |
| 2010 | Mondiali indoor         | Doha       | 60 m hs        | 7º        | 7"60        |                                          |